# Luis Medero
Luis Adrian Medero (Buenos Aires, 24 gennaio 1973) è un ex calciatore argentino, di ruolo difensore.

## Palmarès

### Club

#### Competizioni nazionali
- Campionato argentino: 1

Boca Juniors: Apertura 1992

#### Competizioni internazionali
- Copa de Oro: 1

Boca Juniors: 1993